# Orest Atamančuk
Orest Bohdanovyč Atamančuk (in ucraino Орест Богданович Aтаманчук?, traslitterazione anglosassone: Orest Bohdanovych Atamanchuk; 5 settembre 1971) è un ex calciatore ucraino, attaccante.

## Carriera
Orest Atamančuk ha iniziato la sua carriera nel 1995 al Khutrovyk Tysmenytsia. Nell'estate del 1997 si trasferisce al Desna Černihiv, il club principale della città di Chernihiv, poi si trasferisce allo Slavutych-ChAES. Nel 1998 si è trasferito al Kryvbas, Kryvbas-2 e nel 1999 ha giocato per Prykarpattia Ivano-Frankivsk e Prykarpattia-2 Ivano-Frankivsk. Nel 2001 ha giocato nuovamente per il Kryvbas Kryvyi Rih e nel 2003 ha giocato 19 partite segnando 3 gol con lo Spartak Ivano-Frankivsk. Nel 2004 ha giocato 10 partite con il Krymteplytsia Molodizhne, club della Crimea, e 48 partite e segnando 11 gol con il Kryvbas Kryvyi Rih.

## Palmarès

### Club

#### Competizioni nazionali
- Druha Liha: 1

Krymteplycja: 2004–05